# Восход Люцифера
«Восход Люцифера» (англ. Lucifer Rising) — оккультная мистерия Кеннета Энгера, вдохновлённая учением Телемы Алистера Кроули.

## Сюжет
Силы природы — извержения вулканов, бурлящие водные потоки, лунное затмение — прерывают сон древнего божества Люцифера.
Символика фильма построена на символике Телемы — религиозно-философского учения, созданного Алистером Кроули. Древние боги пробуждаются. Исида и Осирис высекают молнии, чтобы родился дитя Гор. Гор-воитель копьём убивает дитя, что символизирует потерю невинности. В Магическом круге танцует великий посвящённый, и конус от его танца уходит в небо. Просыпается Люцифер. Повелитель нового Эона, в руках которого фигуры древних богов становятся статуями. Человечество выходит на новый эволюционный уровень.

## В ролях
- Кеннет Энгер — Маг
- Дональд Кэммелл — Осирис
- Бобби Босолей — камео
- Фейтфулл, Марианна — Лилит
- Мириам Джибрил — Исида
- Крис Джаггер — человек в желтой тунике

## История создания
Кеннет Энгер начал снимать «Восход Люцифера» в 1966 году, но большая часть материалов была украдена. Работа над картиной затянулась на все 1970-е годы и была завершена лишь к 1980 году. Съёмки картины проходили в Египте, Германии и Англии в местах, где в прошлом существовал культ Солнца. Музыка к фильму «Восход Люцифера» была записана гитаристом Бобби Босолеем, членом «Семьи» Чарльза Мэнсона, в тюрьме Трейси, где музыкант отбывал свой пожизненный срок за убийство Гэри Аллена Хинмана и соучастие в убийстве Шарон Тейт.
«Восход Люцифера» — это последний завершённый фильм Кеннета Энгера.